# Lilla Valsjön
Lilla Valsjön är en sjö i Karlsborgs kommun i Västergötland och ingår i Motala ströms huvudavrinningsområde. Sjön har en area på 0,065 kvadratkilometer och ligger 125,1 m ö.h.

## Delavrinningsområde
Lilla Valsjön ingår i det delavrinningsområde (650961-141939) som SMHI kallar för Mynnar i Lummån. Medelhöjden är 139 m ö.h. och ytan är 6,92 kvadratkilometer. Det finns inga delavrinningsområden uppströms utan avrinningsområdet är högsta punkten. Vattendraget som avvattnar avrinningsområdet har biflödesordning 4, vilket innebär att vattnet flödar genom totalt 4 vattendrag innan det når havet efter 173 kilometer. Delavrinningsområdet består mestadels av skog (69 procent) och öppen mark (14 procent). Avrinningsområdet har 0,32 kvadratkilometer vattenytor vilket ger avrinningsområdet en sjöprocent på 4,6 procent.